# 爆裂鼓手
《進擊的鼓手》（英語：Whiplash）是一部於2014年上映的美國劇情片，由達米恩·查澤雷自編自導，麥爾斯·泰勒、J·K·西蒙斯與保羅·萊瑟等人主演。該片講述一名胸懷壯志的鼓手安德鲁·奈曼（Andrew Neiman，泰勒飾演）在嚴師泰倫斯·佛烈契（Terence Fletcher，西蒙斯飾演）的嚴厲教導下，不斷精進及努力的故事。
該片的劇本源自編導查澤雷求學時參加爵士樂團時的真實經歷，而嚴師佛烈契一角就是以查澤雷的前樂團教師為藍本。為了籌得資金，布倫屋製片公司和Right of Way影業幫助查澤雷將一部份劇本拍成一部18分鐘的短片，2013年在日舞影展放映後大獲好評，最終吸引Bold Films投資，劇本得以登上大螢幕。《進擊的鼓手》僅費時19天拍攝，過程相當緊湊。該片的配樂由查澤雷的搭檔賈斯汀·赫維玆負責。
《進擊的鼓手》於2014年1月16日在日舞影展上首映，並於同年10月10日起在美國有限上映，由索尼經典電影擔任發行商。該片獲得多數影評人的好評，影評人大多稱讚查澤雷的編導功力、泰勒與西蒙斯的演出、赫維玆創作的配樂和湯姆·克洛斯的剪輯。該片入圍或榮獲許多獎項，其中在第87屆奧斯卡金像獎頒獎典禮上，該片入圍五項大獎，拿下其中的最佳男配角（西蒙斯）、最佳影片剪辑（克洛斯）和最佳音响效果。

## 劇情
安德鲁·奈曼是美國紐約著名的薛佛音樂學院（Shaffer Conservatory）的一名19歲新生，他從小就學習打鼓、並且能力非凡，夢想成為像巴迪·瑞奇一樣的傳奇鼓手，但他在初級班上一直不被重視。一日，學院高級爵士樂教師泰倫斯·佛烈契看到安德魯在打鼓，感覺到他身體裡隱藏的潛能，於是將他列進自己競爭激烈的學院高級爵士樂隊中。起初，被選進佛烈契的班後讓安德魯看到夢想的曙光，但他很快發現佛烈契是一名看似和藹可親、實際上強烈追求完美、還會虐待學生的嚴師，並且採用一般人無法承受的精神虐待方式，盡其所能地羞辱任何讓他不滿意的學員。
安德魯進班首晚，樂隊演奏漢克·李維創作的《敲擊》時，僅因安德魯搶拍節奏，佛烈契就對他進行痛罵，甚至達到當眾羞辱並搧巴掌的境界。一次大受挫折並沒有讓安德魯退縮，在樂隊即將作為奧文布魯克爵士樂比賽的代表團時，安德魯不慎丟失首席鼓手卡爾·譚納的樂譜而讓他無法上場。安德魯因會背譜而第一時間取代他，並以優異表現為學院奪得榮譽。為此，安德魯升格為首席樂手，但佛烈契卻請來安德魯在初級班上的搭檔鼓手萊恩·康納利，讓他隨隨便便就坐上首席位置。對此不滿的安德魯執意要讓佛烈契改變主意，和女友妮可分手藉以專心打鼓，打到兩隻手都流血。
佛烈契於一晚帶著悲傷情緒來到課上，講述他原來的一名才華橫溢的學生尚恩·凱西（Sean Casey）出車禍去世，之後開始指揮樂隊演奏艾靈頓公爵所創作的《大篷車》時，因情緒受影響而無法接受康納利、安德魯和譚納無法打出完美無缺的400拍節奏，在經過幾個小時的魔鬼式選拔，最終是安德魯得到首席位置。隔天的爵士樂比賽開始前，安德魯在路上因巴士拋錨而被迫租車前往，遲到後發現佛烈契因等不到人而決定換康納利上場。對此不滿的安德魯與佛烈契發生爭吵，卻又想起自己不小心將隨身鼓棒忘在租車中心。安德魯只能爭分奪秒衝回去拿，拿完折返途中不慎遭遇車禍，卻仍不顧頭破血流而衝回音樂廳。雖然僥倖趕上，但安德魯帶傷上陣之下把演奏搞砸，最後由佛烈契終止演出且逐出樂團。安德魯瞬間暴怒當眾毆打佛烈契，也因此被學院退學。
安德魯的父親吉姆不滿自己兒子在學校受到如此待遇，因此找來校方談判，而尚恩·凱西家長的律師也介入這件事。安德魯從律師口中得知尚恩的真正死因其實是上吊，而主因則是佛烈契的魔鬼教學方法而患上焦慮與憂鬱症。尚恩的家長為了防止佛烈契繼續教學、殘害學生心靈，希望安德魯能作證。安德魯經過考慮答應匿名作證，佛烈契因此受到教學不當的指控而被學院解雇。
幾個月後，安德魯正式放棄音樂夢，註冊新的大學後跑到餐廳打工，一天晚上經過一個爵士俱樂部時，剛好發現佛烈契在臺上表演鋼琴。師徒倆在巧遇重逢下喝了一杯，而佛烈契表示自己在薛佛學院所做的一切，是希望能培養出像是查利·帕克一樣的傑出音樂人才；他解釋自己靠著魔鬼教學方法將學員的能力逼之臨界點，藉以激發出潛能乃至超越極限。之後，佛烈契邀請安德魯來為自己接下來在爵士音樂節上的專業樂隊幫忙演奏打鼓，安德魯經過考慮答應，原本打算邀請妮可前來觀看，並借此機會和她重修於好，然而妮可已經另結新歡而拒絕他的邀請。
音樂節當天，安德魯即將跟著樂團演奏時，佛烈契突然惡狠狠地向他走過來，稱他早就知道是安德魯作證而受解雇，隨後開始指揮安德魯完全不熟悉的樂曲，甚至不提供安德魯樂譜。安德魯僅能勉強跟著樂團節奏走，但最終以災難收場而難堪下場，回到父親懷抱裡。就在這時，安德魯突然離開父親的懷抱，重回舞臺上決定放手一搏，自行打著上次未完成的《大篷車》的節奏而帶動整個樂隊，一舉打破佛烈契的如意算盤。氣沖沖的佛烈契為了避免引起公憤，只好乖乖配合他指揮。但就在樂曲演奏結束時，安德魯卻仍然沉浸在幾近忘我的打鼓狀態，速度甚至超越就連專業鼓手都無法跟上的節奏。面對大汗淋漓、雙手流血、超越自我的安德魯，佛烈契出手幫忙協助指導他。臨近尾聲之時，佛烈契終於對他露出一絲笑容，並與安德魯共同完成這段完美奢華的獨奏。

## 演員

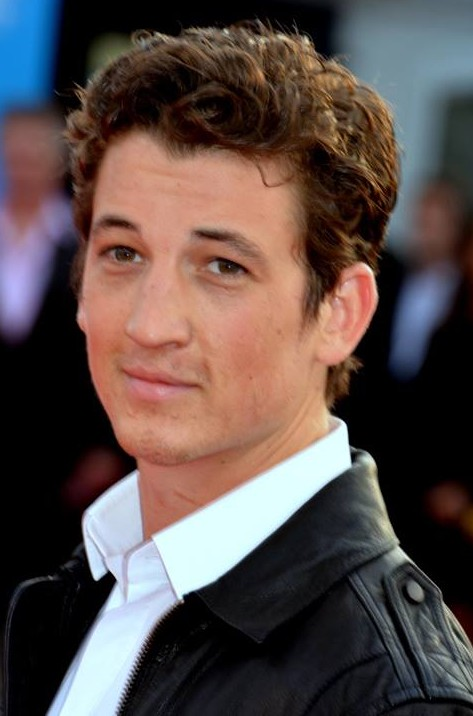
主演麥爾斯·泰勒（圖）為了拍片而特地學鼓（攝於2014年）

- 麥爾斯·泰勒飾演安德鲁·奈曼（Andrew Neiman），就讀於薛佛音樂學院的19歲鼓手，才華洋溢且有抱負，被佛烈契看中[6]。

編導達米恩·查澤雷在創作劇本時很喜歡《愛，讓悲傷終結》（2010年），打算找該片的演員之一泰勒來演安德魯，但後來要拍攝短片時，泰勒正在拍《分歧者》（2014年）。劇本得以登上大螢幕後，查澤雷正式邀請泰勒來飾演安德魯，而後者也同意。泰勒表示，他加入的原因在於「我喜歡這部劇本的強大力度」。泰勒年幼時，母親就教過他演奏樂器（尤其是鼓），中學時他還參加過樂團，但還不足以達到演出本片的要求。為此查澤雷將自己的一套YAMAHA爵士鼓帶到泰勒家中的地下室，供他練習。泰勒花了約兩個月的時間練習打鼓，每天練上三、四個小時，因為有音樂底子而不覺太過困難。
- J·K·西蒙斯飾演泰倫斯·佛烈契（Terence Fletcher），薛佛音樂學院的高級爵士樂教師，為人嚴厲，會透過精神虐待學生來激發學生的潛能[10]。

西蒙斯在美國洛杉磯的一間餐館與查澤雷見面時接下了該角色。西蒙斯表示，他並不擔心觀眾把佛烈契當作反派：「我並不在乎他們是否會同情或支持佛烈契，我只想要呈現最真實的一面」。為了飾演佛烈契，當時已年近60歲的西蒙斯接受了啞鈴健身訓練。和泰勒一樣，西蒙斯也有音樂背景。
- 保羅·萊瑟飾演吉姆·奈曼（Jim Neiman），安德魯的慈父[14][15]，職業是中學老師。

- 梅莉莎·班諾伊飾演妮可（Nicole），電影院販賣部的服務員，安德魯的女友[16]。

- 奧斯汀·史托爾（英语：Austin Stowell）飾演萊恩·康納利（Ryan Connolly），佛烈契樂團中的另一名鼓手，是安德魯的競爭對手[17]。

- 納特·朗（Nate Lang）飾演卡爾·譚納（Carl Tanner），佛烈契的樂團中的另一名鼓手。

朗本身就是一名鼓手。為了拍片，他與泰勒一起接受打鼓訓練。
- 克里斯·馬基（英语：Chris Mulkey）[18][19][20]飾演法蘭克叔叔，安德魯的叔叔。

## 製作

### 編劇與籌拍

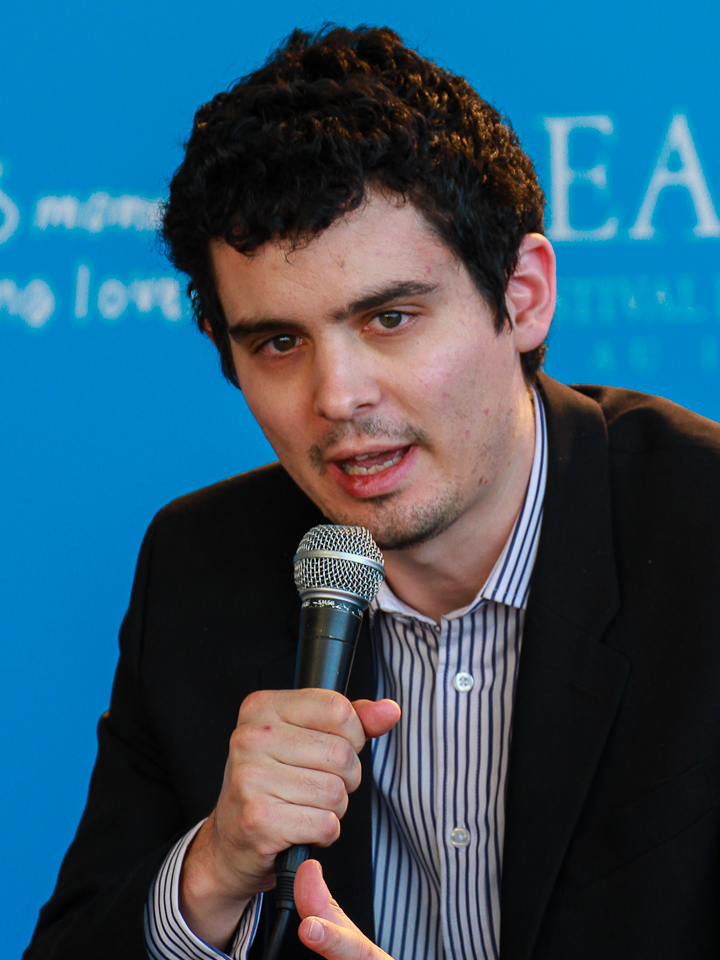
該片的劇情以編導達米恩·查澤雷（圖）的親身經歷為靈感（攝於2014年）

該片的導演兼編劇達米恩·查澤雷生長於美國紐澤西州，擁有音樂才能，就讀普林斯頓中學時身處一個「競爭激烈」的爵士樂團。當時的樂團導師（於2003年去世）對查澤雷相當嚴厲，經常罵他「你要麼打太快，要麼打太慢，就是跟不上我的節奏！」查澤雷還記得自己有一次在極度沮喪之下，用拳頭打穿了鼓面。雖然離中學畢業已經10多年，查澤雷仍然無法忘記那段惡夢。這給了他創作劇本的靈感，於是他在成為電影編劇後寫出了《進擊的鼓手》。片中的教師泰倫斯·佛烈契就是以那名導師為藍本。除了自己的導師外，查澤雷也進一步將巴迪·瑞奇等以嚴厲著稱的樂團首席的形象賦予給佛烈契。
查澤雷表示，由於當時他的另一部劇本《樂來越愛你》處處碰壁，所以他在創作《進擊的鼓手》時是「略帶沮喪的」。查澤雷在數週內完成了劇本初稿，並花了後續一年的時間修改、潤飾，接著呈交給他在Gersh的仲介。然而，查澤雷回憶道：「根本沒人想碰這部劇本」。該劇本隨後被列入2012年的「黑名單」（一項列出優質但還未拍成電影的劇本的調查）中。無人問津的情況直到海倫·艾斯特布洛克將劇本推薦給製片人傑森·瑞特曼看後才改變。瑞特曼是Right of Way影業的合夥人，他相當喜歡這部劇本，於是便與傑森·布倫的布倫屋製片公司聯手簽下製作《進擊的鼓手》的合約。
雖然有了製片商，但劇組依舊面臨沒有資金的問題。瑞特曼表示，他當時就想說，「一部以茱莉亞學院為背景的《金甲部隊》（1987年）不可能上得了大螢幕」。製片團隊將劇本中的其中15頁拍成一部短片，以爭取投資者的青睞。在短片裡，安德魯由強尼·西蒙斯飾演，J·K·西蒙斯（與強尼沒有親戚關係）飾演佛烈契。這部18分鐘短片在2013年的第29屆日舞影展上放映，獲得不少好評，並榮獲陪審團虛構短片大獎，最終吸引Bold Films投資330萬美元，使該劇本得以被拍成一部完整的電影。查澤雷日後在隔年的日舞影展上表示，「如果沒有當初那部短片，我不知道我們現在還能不能站在這」。2013年8月初，據報導，麥爾斯·泰勒取代強尼·西蒙斯成為飾演安德魯的演員，而J·K·西蒙斯仍將繼續飾演佛烈契。8月中旬，保羅·萊瑟簽約飾演安德魯的父親。8月底，奧斯汀·史托爾加入劇組。

### 拍攝
本片的取景地點遍布整個洛杉磯，包含巴克萊酒店（Hotel Barclay）、宮廷劇院和奧芬劇院。《進擊的鼓手》的主體拍攝於2013年9月開始，因為主演泰勒直到那時才有空檔拍片，而第30屆日舞影展的交件截止時間是該年11月。鑒於此，查澤雷只有19天能拍攝《進擊的鼓手》，在那之後剪輯時間只剩一個月左右。拍攝時程緊湊，過程不容許犯錯。劇組一天拍片14個小時，甚至18個小時，每天拍攝多達100多幕。
拍片時，查澤雷告訴J·K·西蒙斯「我要你超越你的最大尺度，我不想看到螢幕上有個人站在那，我想看到的是一隻怪獸」。片中很多樂團成員都是貨真價實的音樂家或學音樂的學生，查澤雷企圖捕捉他們被西蒙斯施加壓力時的恐懼和焦慮。查澤雷指出，沒有在拍片時，西蒙斯會盡可能「展現出溫柔良善的一面」，免得演員們覺得拍這部片「是場噩夢」。另外，在拍安德魯衝向佛烈契的橋段時，飾演安德魯的泰勒不小心弄斷了西蒙斯的一根肋骨。
音樂部分，查澤雷將演奏的橋段分成數塊分開拍攝，其中《大篷車》獨奏花了劇組兩天的時間拍攝。查澤雷在拍攝進行到第三週時發生車禍，因診斷出可能會腦震盪而住院，但第二天他就重回拍攝崗位完成電影。雖然該片主要在洛杉磯取景，不過劇組也有到紐約市拍了一些外景鏡頭。本片的剪輯工作一共僅花了9週就完成，片中許多快節奏的剪接橋段出自剪輯師湯姆·克洛斯之手。

## 音樂
除了少數配樂和打鼓橋段外，片中大部分的原創配樂都由賈斯汀·赫維玆負責譜曲。赫維茲是編導达米恩·查泽雷在哈佛大學就讀時的室友，兩人曾合作過一部學生電影《公園長凳上的蓋伊和艾德琳》（2009年）。赫維茲使用電子譜曲工具來創作配樂，但演奏的部分都是由真人完成。這些原創配樂的風格以爵士為主，使用的樂器包含鋼琴、薩克斯風、小號與长号等。
赫維茲表示，片中反覆出現的鼓曲《敲擊》是由查泽雷選擇的，因為《敲擊》是他在當爵士鼓手時演奏過的曲子之一。配樂運用方面，在由樂隊演奏的配樂之一「Accident」中，查澤雷在不同的節奏下，將鼓聲分為好幾個層次：「（呈現出）一種瘋狂、不和諧的感覺」，他表示。查澤雷也舉了另一個例子，他將配樂「When I Wake」當作高潮橋段的前奏，「這是一首甜蜜、老式的爵士樂曲，我認為放在這裡能給人一種怪異不安的感覺」。「Dismissed」是安德魯受挫橋段的配樂，查澤雷選擇用鋼琴來呈現，因為「鼓沒有辦法傳達憂鬱、挫折、失敗等負面感覺」。查澤雷也運用配樂在安德魯和佛烈契兩人之間安插對比，他表示，「安德魯的配樂隨著劇情演進愈加狂熱，而佛烈契在片中唯一演奏的一首鋼琴曲，卻是我寫的溫柔小曲」。
該片的電影原聲帶於2014年10月7日由瓦雷澤·薩拉班德唱片發行。

### 原聲帶

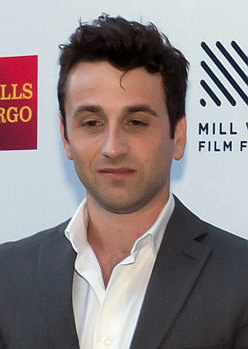
賈斯汀·赫維玆（圖）負責譜寫片中的原創配樂（攝於2016年）

| 曲目列表 | 曲目列表                                         | 曲目列表 | 曲目列表 |
| 曲序     | 曲目                                             | 作曲或演奏者 | 时长     |
| -------- | ------------------------------------------------ | --- | -------- |
| 1.       | Snare Liftoff (I Want to Be One of the Greats)   | | 0:43     |
| 2.       | Overture                                         | 賈斯汀·赫維玆 | 3:19     |
| 3.       | Too Hip to Retire                                | 提姆·西尼克（Tim Simonec） | 3:03     |
| 4.       | 敲擊                                             | 漢克·李維 | 1:55     |
| 5.       | Fletcher’s Song in Club                          | 賈斯汀·赫維玆 | 1:28     |
| 6.       | 大篷車                                           | 艾靈頓公爵與Juan Tizol                                                                                                   | 9:14     |
| 7.       | What's Your Name (If You Want the Part, Earn It) | J·K·西蒙斯 | 1:30     |
| 8.       | Practicing                                       | 賈斯汀·赫維玆 | 1:43     |
| 9.       | Invited                                          | 賈斯汀·赫維玆 | 0:54     |
| 10.      | Call From Dad                                    | 賈斯汀·赫維玆 | 0:40     |
| 11.      | Accident                                         | 賈斯汀·赫維玆 | 5:21     |
| 12.      | Hug from Dad                                     | 賈斯汀·赫維玆 | 1:19     |
| 13.      | Drum & Drone                                     | 賈斯汀·赫維玆 | 1:34     |
| 14.      | Carnegie                                         | 賈斯汀·赫維玆 | 0:36     |
| 15.      | Ryan / Breakup                                   | 賈斯汀·赫維玆 | 0:31     |
| 16.      | Drum Battle                                      | 賈斯汀·赫維玆 | 2:21     |
| 17.      | Dismissed                                        | 賈斯汀·赫維玆 | 2:51     |
| 18.      | Good Job (He Was a Beautiful Player)             | 賈斯汀·赫維玆 | 1:28     |
| 19.      | Intoit                                           | 史丹·蓋茲 | 3:19     |
| 20.      | No Two Words                                     | 尼可拉斯·布里特（Nicholas Britell）與賈斯汀·赫維玆                                                                                       | 1:41     |
| 21.      | When I Wake                                      | 賈斯汀·赫維玆 | 3:50     |
| 22.      | Casey's Song                                     | 賈斯汀·赫維玆 | 1:57     |
| 23.      | Upswingin'                                       | 提姆·西尼克 | 2:12     |
| 24.      | Rehearsal Medley                                 | First Nassau Band Rehearsal / Second Nassau Band Rehearsal / Studio Band Eavesdrop / Studio Band Rehearsal After Breakup | 1:34     |
| 总时长： | 总时长：                                         | 总时长： | 54:43    |

## 上映

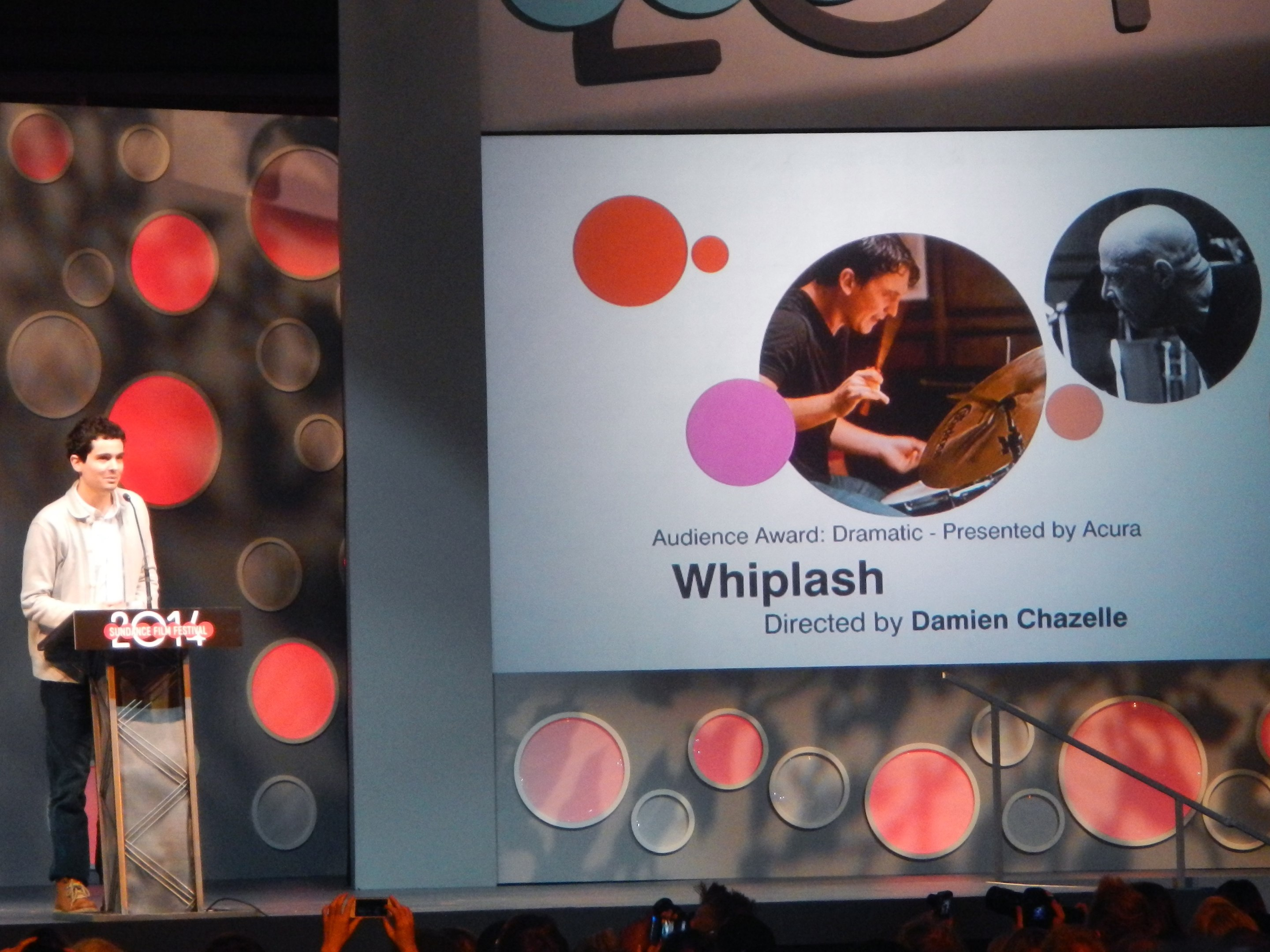
編導達米恩·查澤雷（左）出席於2014年日舞影展日舞影展上（攝於2014年）

《進擊的鼓手》於2014年1月16日星期四在美國犹他州帕克城的艾倫·艾可斯劇院舉行首映禮，為第30屆日舞影展「美國劇情片」類別的開幕片之一。編導達米恩·查澤雷、主演麥爾斯·泰勒、保羅·萊瑟、梅莉莎·班諾伊、奧斯汀·史托爾和納特·朗（Nate Lang）皆有出席，不過J·K·西蒙斯因忙於拍電視節目而無法參加。5月14日至5月24日間，該片在第67屆坎城影展上放映，查澤雷和西蒙斯出席現場。
2014年1月16日，索尼影視全球收購收購了《進擊的鼓手》在英國、希臘、南非、西班牙、義大利、葡萄牙和拉丁美洲等地的發行權。1月18日，據報導，索尼經典電影以接近300萬美元的價錢，擊敗A24和Roadside Attractions，買下了《進擊的鼓手》在北美、澳洲、紐西蘭和德國等國家的發行權。同年10月10日，該片開始在美國有限上映，10月23日起在院線有較大規模的放映。美國電影協會（MPAA）以片中有「大量粗俗、部分包含性意味的髒話」為由將電影評為R級，意味著17歲以下觀眾需要有家長或成年監護人陪同才能觀看。2024年12月6日，电影在中国大陆上映，由全国艺联专线放映。

## 反響

### 評價
《進擊的鼓手》獲得多數影評人的讚賞，其中最受好評的莫過於J·K·西蒙斯的演出，他也因此拿下該年度的奥斯卡最佳男配角奖。 影評匯總網站爛蕃茄上收集的287篇專業影評文章中，有268篇給出了「新鮮」的正面評價，「新鮮度」為93%，平均得分8.56分（滿分10分），該網站對電影的共識性評價寫道「《進擊的鼓手》力度十足、激勵人心、演員演技出眾，精彩至極，這要歸功於導演達米恩·查澤雷貢獻的學生故事，以及J·K·西蒙斯與麥爾斯·泰勒的精湛演技」，而Metacritic則根據48篇評論文章，其中47篇予以好評，無差評，僅有1篇給出中等評價，給出平均分88（滿分100）的高分，綜合結果為「普遍良好的評價」。
《好萊塢報導》的影評人陶德·麥卡錫稱讚了泰勒和西蒙斯的演技，寫道「泰勒那漸漸醞釀、一觸即發的情緒火力，比以往更盛，（……）而西蒙斯則好運上身，終於獲得一個他可以大展身手的領銜機會，（……）其表現相當引人注目」。麥卡錫也給予該片強烈的戲劇性和配樂好評，不過對於劇情方面，他批評該片缺乏旁觀視角。《每日电讯报》的安珀·威爾金森（Amber Wilkinson）給予該片4顆星（滿分5顆）的評價，並對導演查澤雷和剪輯師湯姆·克洛斯的功力予以好評，表示「查澤雷賦予該片迅速、引人入勝的節奏，而克洛斯的剪輯成品則堪稱美妙」。《衛報》的亨利·巴恩斯（Henry Barnes）也打出4顆星（滿分5顆）好評，稱讚《進擊的鼓手》「不只自身表現出對音樂的熱愛，連片中角色也這麼做，這種音樂電影實屬少見」。
《紐約時報》的A·O·史考特給予該片好評，他大加讚賞了片中師生間的衝突與對立，表示這些橋段「令人興奮但又不忍卒睹」。在褒獎西蒙斯對佛烈契反派般的的精彩詮釋之後，史考特也稱讚了片中「狂野且自然、不做作」的氣息，以及賈斯汀·赫維玆創作的原創配樂。不過，對於查澤雷引用爵士樂歷史上的幾個故事，他不是很滿意。也有部分影評人給予該片較差的評價。《板岩》雜誌的影評人佛瑞斯特·維克曼（Forrest Wickman）表示，該片扭曲了爵士樂的史實，並提出一套具誤導性的「天才說」。《紐約客》的理察·布羅迪在影評文章中寫道，「《進擊的鼓手》並不旨在榮耀爵士樂或電影，而是一部關於狹隘教訓主義的作品」。《基督科學箴言報》的彼得·雷納（Peter Rainer）給予該片「C」的低分，表示「我感受不到這部片的熱血所在，《進擊的鼓手》不過是部譁眾取寵的電影罷了」。
2023年，爛番茄滿25週年特別專題中，本片在該站名列「影評家選出過去25年的最佳電影」排行榜第17名。

### 票房
在北美，《進擊的鼓手》於2014年10月10日開始在六間電影院有限上映，首週末共進帳135,388美元的票房。隔週起放映電影院數逐漸增加，到了11月中旬開始下降，接著在2015年1月中旬至3月上旬之間達到高峰，巔峰期間每週平均都有上百至數百家，最高達到567家。結算至2015年1月15日，該片已累積了600萬美元的票房。Box Office Mojo的編者認為，身為獨立電影，《進擊的鼓手》的美國票房再怎麼樣也很難突破1,000萬至1,200萬美元的範圍。不過，截止至下檔日（3月底），《進擊的鼓手》在美國及加拿大地區已經累積了約1,310萬美元的票房，再加上來自其他地區的3,560萬美元，全球票房達到4,890萬美元，對比330萬美元的製片預算可說是相當成功。雖然票房成績頗亮眼，但據製片人傑森·布倫在2019年透露，《進擊的鼓手》是有史以來票房表現最差的奧斯卡金像獎得獎電影之一，因為觀影管道多元化，年輕族群不會進電影院看這種小成本劇情片，都是在電視上看。布倫稱，像《進擊的鼓手》這樣的片子以後可能要在串流平台才有生存空間。

### 榮譽

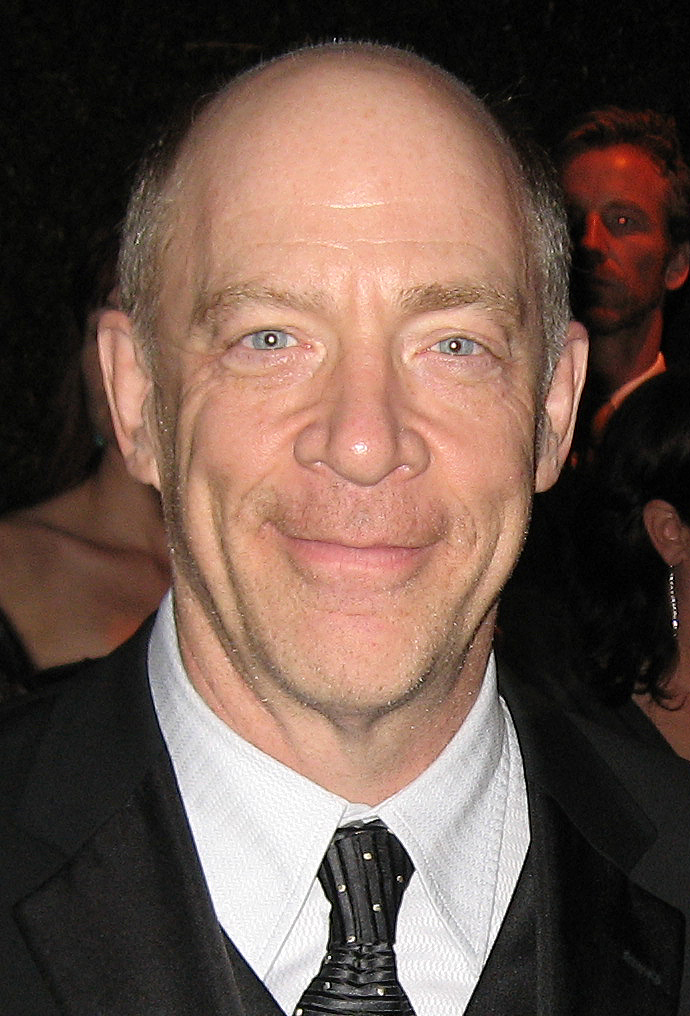
J·K·西蒙斯（圖）憑藉著在該片中的演出榮獲奥斯卡最佳男配角奖（攝於2009年）

該片在第30屆日舞影展上拿下劇情片類別的觀眾獎和評審團大獎，接著在戛纳电影节、多维尔美国电影节、卡加利國際電影節、磨坊谷電影節、瓦拉多利德國際影展、Camerimage電影攝影藝術國際影展和塔林黑夜影展都有所斬獲。時間進入頒獎季後，該片憑藉著西蒙斯的演出橫掃各個影評人協會獎的最佳男配角提名，編導查澤雷、主演泰勒和剪輯師克洛斯也入圍不少獎項。在第87屆奧斯卡金像獎，該片入圍最佳影片、最佳男配角（西蒙斯）、最佳改編劇本（查澤雷）、最佳影片剪辑（克洛斯）和最佳音响效果五項大獎，最後拿下最佳男配角、最佳影片剪輯和最佳音響效果。

## 家庭媒體
《進擊的鼓手》的DVD及藍光光碟於2015年2月24日發布。藍光光碟收錄有一段獨家刪減片段，當中佛烈契表現出從未出現在正片中的溫和一面。查澤雷在講評中表示，為了保持佛烈契嚴厲、嚇人的形象，他不得不砍掉這段：「這部電影的主角應該是安德魯。雖然我很喜歡這段，但考量到整部電影，這一段是個錯誤」。截至2020年12月，該片已在家庭媒體方面收穫了約4,489萬美元的收益。

## 備註
1. ↑  本片的劇情根據觀點不同，可以有兩種解讀方式，一種是泰勒在壓力下拚命成長，一種是泰勒在壓力下身心俱變入魔。本文採用前者。
2. ↑  不過根據Box Office Mojo當時的標準，至少要有600間影院放映才稱得上全國上映，不然只能算是有限上映[68]。

## 額外資料
- Oppenheimer, Jean. . American Cinematographer（英语：American Cinematographer）. November 2014, 95 (11): 30-32 （英语）.ProQuest 2598163013

## 外部連結
- 互联网电影数据库（IMDb）上《爆裂鼓手》的资料（英文）
- Box Office Mojo上《爆裂鼓手》的資料（英文）
- 爛番茄上《爆裂鼓手》的資料（英文）
- 豆瓣电影上《爆裂鼓手》的資料 （简体中文）
- Metacritic上《爆裂鼓手》的資料（英文）
- AllMovie上《爆裂鼓手》的资料（英文）